# 13. Seimas
Der 13. Seimas war das litauische Parlament (Seimas), gewählt für die Legislaturperiode von 2020 bis 2024.[veraltet] Die erste Sitzung fand am 13. November 2020 statt. Sie wurde vom ältesten Seimas-Mitglied Antanas Vinkus (*  1942) geleitet. Zur Parlamentspräsidentin wurde die liberale Politikerin Viktorija Čmilytė-Nielsen (* 1983) ausgewählt. Ihr erster Stellvertreter wurde der konservative Politiker Jurgis Razma.
Am 18. November 2020 ernannte der Seimas Ingrida Šimonytė, die ehemalige Finanzministerin, zur Premierministerin Litauens auf Vorschlag von Präsident Gitanas Nausėda. Im Dezember 2020 bestätigte das Parlament das Kabinett Šimonytė.
Die letzte Sitzung fand am 12. November 2024 statt.

## Vorsitzende

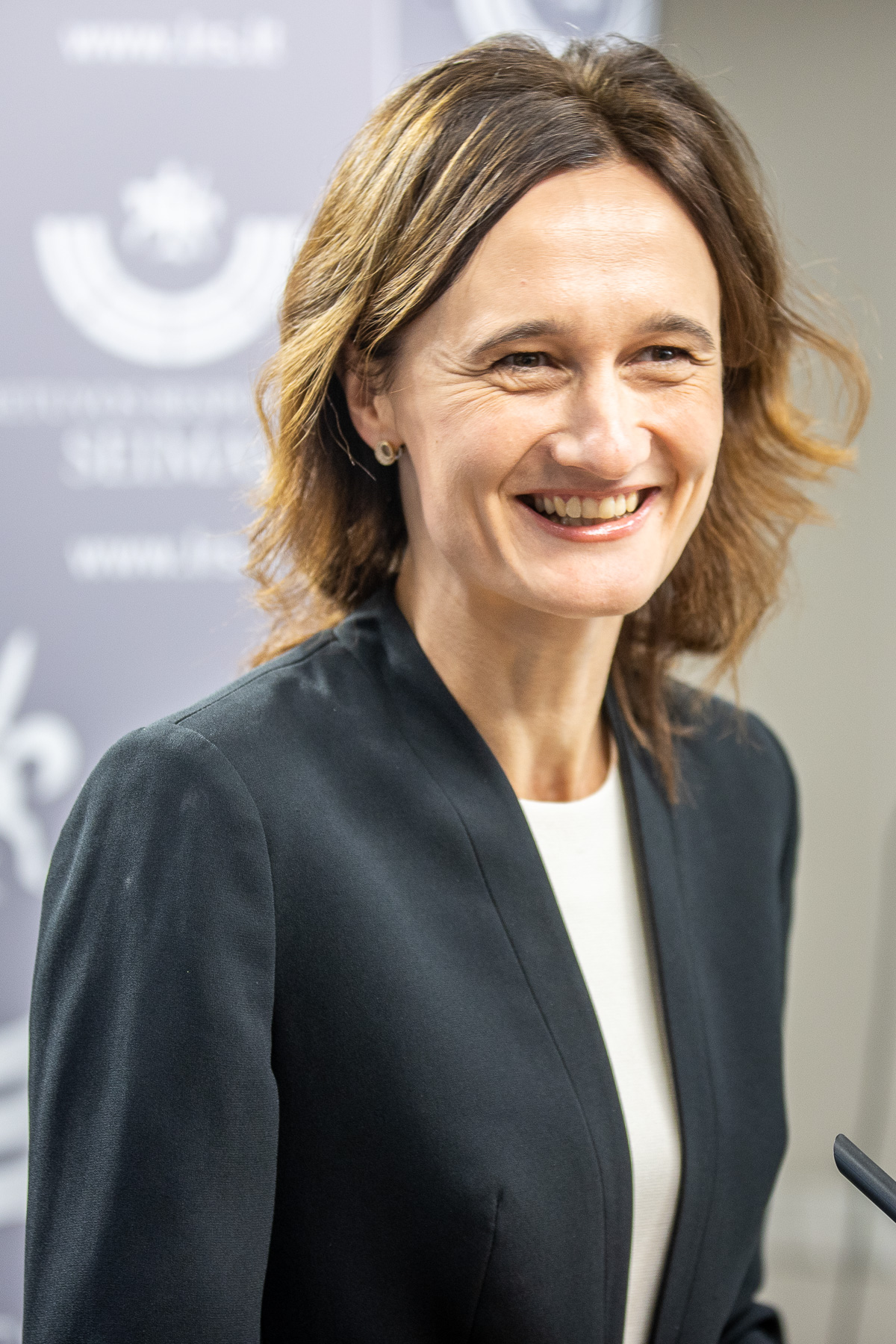
Viktorija Čmilytė-Nielsen, Parlamentspräsidentin

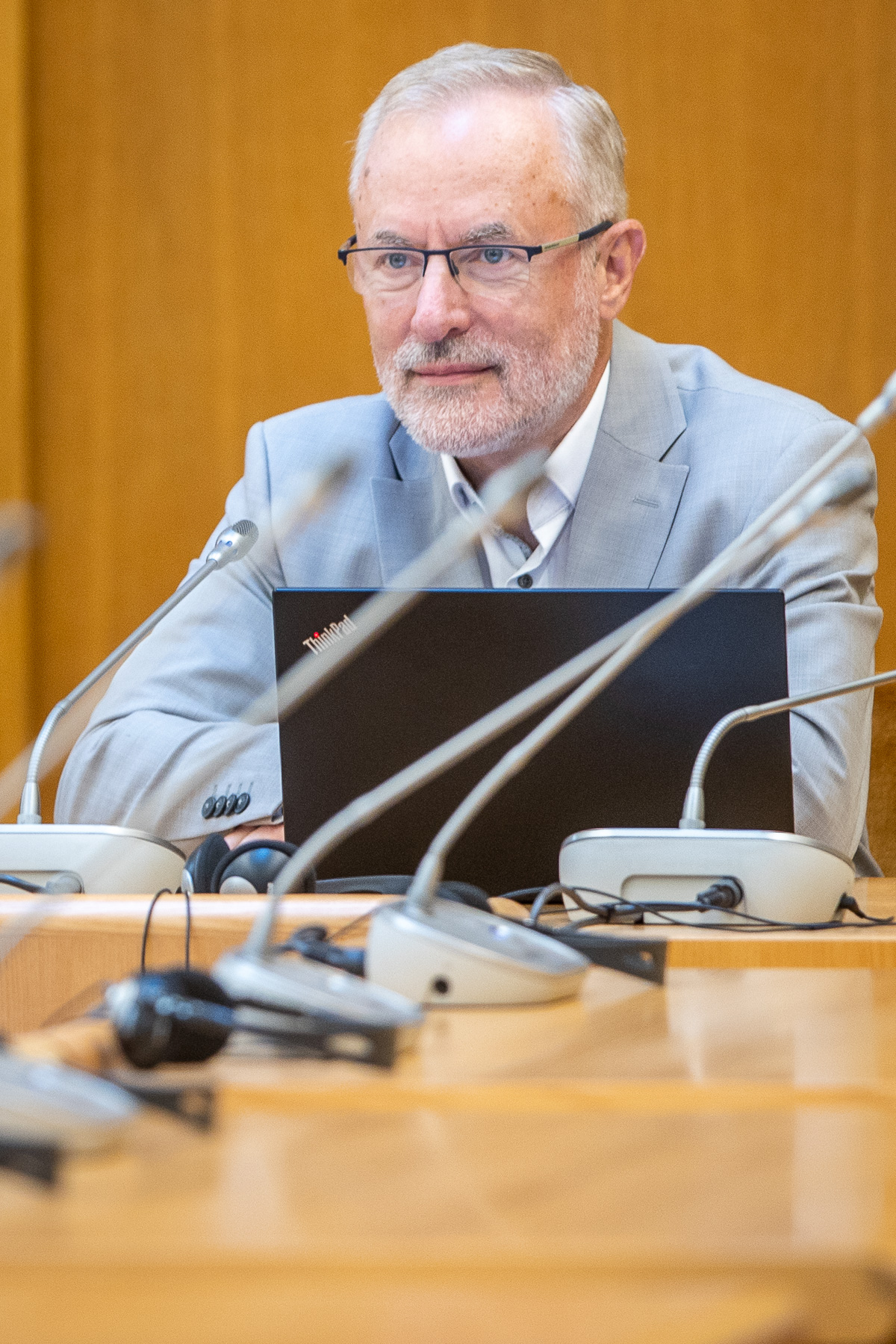
Jurgis Razma, erster stellvertretender Parlamentspräsident

- Vom 13. November 2020 bis zum 14. November 2024: Viktorija Čmilytė-Nielsen (* 1983), LRLS[4]

## Stellvertretende Vorsitzende
Parlamentsvizepräsidenten
- Vom 13. November 2020 bis November 2024: Jurgis Razma  (* 1958), erster Stellvertreter, TS-LKD
- Vom 13. November 2020 bis November 2024: Andrius Mazuronis (* 1979), Stellvertreter, Darbo partija
- Vom 17. November 2020 bis November 2024: Vytautas Mitalas (* 1989), Stellvertreter, Laisvės partija
- Vom 17. November 2020 bis Juli 2024: Radvilė Morkūnaitė-Mikulėnienė (* 1984), Stellvertreterin, TS-LKD
- Vom 17. November 2020 bis Juni 2024: Paulius Saudargas (* 1979), Stellvertreter, TS-LKD
- Vom 17. November 2020 bis November 2024: Julius Sabatauskas (* 1958), Stellvertreter, LSDP
- Vom 3. Dezember 2020 bis November 2024: Jonas Jarutis, (* 1963), Stellvertreter, LVŽS
- Oktober–November 2024: Žygimantas Pavilionis (*  1971), Stellvertreter, TS-LKD

## Ausschüsse
Ausschüsse und ihre Leiter:
- Umwelt: Aistė Gedvilienė
- Zukunft: Raimundas Lopata
- Audit: Zigmantas Balčytis
- Haushalt und Finanzen: Mindaugas Lingė (bis 2022: Mykolas Majauskas)
- Wirtschaft: Kazys Starkevičius
- Europa: Radvilė Morkūnaitė-Mikulėnienė
- Landwirtschaft: Viktoras Pranckietis
- Kultur: Vytautas Juozapaitis
- Nationale Sicherheit und Verteidigung: Arvydas Pocius (bis 2024: Laurynas Kasčiūnas)
- Soziales und Arbeit: Justas Džiugelis (bis 11.2022: Mindaugas Lingė)
- Gesundheit: Antanas Matulas
- Bildung und Wissenschaft: Artūras Žukauskas
- Recht und Rechtspflege: Irena Haase (bis 2023: Stasys Šedbaras)
- Äußeres: Žygimantas Pavilionis
- Staatsverwaltung und Kommunen: Ričardas Juška
- Menschenrechte: Tomas Vytautas Raskevičius

## Statistik
49 Mitglieder des neuen Seimas haben noch nie im Seimas gearbeitet. 84 Mitglieder vom 12. Seimas (2016–2020) wurden wiedergewählt. Amtszeit Parlamentarier. 8 Parlamentarier kehrten nach einer Pause ins Seimas zurück. Unter Seimas-Mitgliedern sind 103 Männer und 38 Frauen. Im Vergleich zu 2016 hat die Zahl der Frauen im Seimas leicht zugenommen: 30 Frauen wurden in diesem Jahr ins litauische Parlament gewählt. Das älteste Mitglied des Seimas ist der 77-jährige Antanas Vinkus (* 1942), Litauische Bauernunion. Das jüngste Mitglied der Seimas ist der 28-jährige Marius Matijošaitis (* 1992), Freiheitspartei. Die anderen jungen Mitglieder sind Rūta Miliūtė (* 1990), Lukas Savickas (* 1990), Tomas Vytautas Raskevičius (* 1989), Vytautas Mitalas (* 1989), Evelina Dobrovolska (* 1988), Morgana Danielė (* 1988), Viktoras Fiodorovas (* 1987).

## Mitglieder nach Parteiliste
141 Mitglieder wurden im Oktober 2020 gewählt. Im ersten Wahlgang wurden drei Mitglieder ausgewählt, darunter TS-LKD-Listenführerin, parteilose Politikerin Ingrida Šimonytė in Antakalnis sowie die LLRA-Politiker Česlav Olševski in der Rajongemeinde Vilnius und Beata Petkevič in Šalčininkai.

## Mitglieder nach Wahlbezirk
Kursiv sind ehemalige Seimas-Mitglieder
| Name                           | Bezirk                                           | Partei                                                      | Anmerkung                                       |
| ------------------------------ | ------------------------------------------------ | ----------------------------------------------------------- | ----------------------------------------------- |
| Kasparas Adomaitis             | Liste                                            | Laisvės partija                                             |                                                 |
| Virgilijus Alekna              | Liste                                            | Lietuvos Respublikos liberalų sąjūdis                       |                                                 |
| Vilija Aleknaitė Abramikienė   | Liste                                            | Tėvynės sąjunga – Lietuvos krikščionys demokratai (TS-LKD)  |                                                 |
| Laima Liucija Andrikienė       | Liste                                            | TS-LKD                                                      | bis 11.2022; zurückgetreten                     |
| Arvydas Anušauskas             | 15. Kalniečių                                    | TS-LKD                                                      |                                                 |
| Aušrinė Armonaitė              | 71. Pasaulio lietuvių                            | Laisvės partija                                             |                                                 |
| Dalia Asanavičiūtė             | Liste                                            | TS-LKD                                                      |                                                 |
| Audronius Ažubalis             | Liste                                            | TS-LKD                                                      |                                                 |
| Valius Ąžuolas                 | 39. Žemaitijos šiaurinė                          | Lietuvos valstiečių ir žaliųjų sąjunga                      |                                                 |
| Andrius Bagdonas               | Liste                                            | Lietuvos Respublikos liberalų sąjūdis                       |                                                 |
| Vytautas Bakas                 | 30. Alytaus                                      | unabh.                                                      |                                                 |
| Zigmantas Balčytis             | 32. Šilutės                                      | Lietuvos socialdemokratų darbo partija                      |                                                 |
| Kristijonas Bartoševičius      | Liste                                            | Tėvynės sąjunga – Lietuvos krikščionys demokratai           | bis Januar 2023; zurückgetreten                 |
| Rima Baškienė                  | 45. Šiaulių krašto                               | Lietuvos valstiečių ir žaliųjų sąjunga                      |                                                 |
| Juozas Baublys                 | 69. Dzūkijos                                     | Lietuvos Respublikos liberalų sąjūdis                       |                                                 |
| Tomas Bičiūnas                 | 43. Kėdainių                                     | Lietuvos socialdemokratų partija                            |                                                 |
| Agnė Bilotaitė                 | 11. Panerių–Grigiškių                            | Tėvynės sąjunga – Lietuvos krikščionys demokratai           |                                                 |
| Rasa Budbergytė                | Liste                                            | Lietuvos socialdemokratų partija                            |                                                 |
| Valentinas Bukauskas           | 40. Telšių                                       | Darbo partija                                               |                                                 |
| Guoda Burokienė                | 33. Aukštaitijos                                 | Lietuvos valstiečių ir žaliųjų sąjunga                      |                                                 |
| Algirdas Butkevičius           | 68. Vilkaviškio                                  | Lietuvos žaliųjų partija                                    |                                                 |
| Antanas Čepononis              | 44. Radviliškio–Tytuvėnų                         | Tėvynės sąjunga – Lietuvos krikščionys demokratai           |                                                 |
| Viktorija Čmilytė-Nielsen      | 1. Senamiesčio–Žvėryno                           | Lietuvos Respublikos liberalų sąjūdis                       |                                                 |
| Morgana Danielė                | Liste                                            | Laisvės partija                                             |                                                 |
| Evelina Dobrovolska            | Liste                                            | Laisvės partija                                             |                                                 |
| Algimantas Dumbrava            | 52. Nalšios šiaurinė                             | Lietuvos valstiečių ir žaliųjų sąjunga                      |                                                 |
| Justas Džiugelis               | Liste                                            | Tėvynės sąjunga – Lietuvos krikščionys demokratai           |                                                 |
| Viktoras Fiodorovas            | Liste                                            | Darbo partija                                               |                                                 |
| Dainius Gaižauskas             | Liste                                            | Lietuvos valstiečių ir žaliųjų sąjunga                      |                                                 |
| Vytautas Gapšys                | Liste                                            | Darbo partija                                               |                                                 |
| Aidas Gedvilas                 | Liste                                            | Darbo partija                                               |                                                 |
| Aistė Gedvilienė               | 5. Fabijoniškių                                  | Tėvynės sąjunga – Lietuvos krikščionys demokratai           |                                                 |
| Simonas Gentvilas              | 22. Pajūrio                                      | Lietuvos Respublikos liberalų sąjūdis (LRLS)                |                                                 |
| Eugenijus Gentvilas            | Liste                                            | LRLS                                                        |                                                 |
| Vaida Giraitytė                | Liste                                            | Darbo partija                                               |                                                 |
| Ligita Girskienė               | 21. Marių                                        | Lietuvos valstiečių ir žaliųjų sąjunga                      |                                                 |
| Kęstutis Glaveckas             | Liste                                            | Lietuvos Respublikos liberalų sąjūdis                       | bis 30.04.2021 (gestorben)                      |
| Petras Gražulis                | 31. Gargždų                                      | unabh.                                                      |                                                 |
| Domas Griškevičius             | 26. Saulės                                       | unabhängig                                                  |                                                 |
| Jonas Gudauskas                | Liste                                            | Tėvynės sąjunga – Lietuvos krikščionys demokratai           |                                                 |
| Antanas Guoga                  | Liste                                            | Darbo partija                                               | bis 02.2021; zurückgetreten                     |
| Irena Haase                    | Liste                                            | Tėvynės sąjunga – Lietuvos krikščionys demokratai           |                                                 |
| Angelė Jakavonytė              | Liste                                            | Tėvynės sąjunga – Lietuvos krikščionys demokratai           | seit 15.11.2022 statt Laima Andrikienė          |
| Jonas Jarutis                  | Liste                                            | Lietuvos valstiečių ir žaliųjų sąjunga                      |                                                 |
| Liudas Jonaitis                | 46. Žiemgalos vakarinė                           | Lietuvos socialdemokratų partija                            |                                                 |
| Linas Jonauskas                | Liste                                            | Lietuvos socialdemokratų partija                            |                                                 |
| Eugenijus Jovaiša              | Liste                                            | Lietuvos valstiečių ir žaliųjų sąjunga                      |                                                 |
| Sergejus Jovaiša               | Liste                                            | Tėvynės sąjunga – Lietuvos krikščionys demokratai           |                                                 |
| Vigilijus Jukna                | Liste                                            | Darbo partija                                               |                                                 |
| Vytautas Juozapaitis           | 19. Aleksoto–Vilijampolės                        | Tėvynės sąjunga – Lietuvos krikščionys demokratai           |                                                 |
| Ričardas Juška                 | 62. Karšuvos                                     | Lietuvos Respublikos liberalų sąjūdis                       |                                                 |
| Ieva Kačinskaitė-Urbonienė     | Liste                                            | Darbo partija                                               |                                                 |
| Vidmantas Kanopa               | 50. Sėlos rytinė                                 | Lietuvos socialdemokratų partija                            |                                                 |
| Ramūnas Karbauskis             | Liste                                            | Lietuvos valstiečių ir žaliųjų sąjunga                      | bis 25.11.2020, zurückgetreten                  |
| Laurynas Kasčiūnas             | Liste                                            | Tėvynės sąjunga – Lietuvos krikščionys demokratai           |                                                 |
| Dainius Kepenis                | Liste                                            | Lietuvos valstiečių ir žaliųjų sąjunga                      |                                                 |
| Vytautas Kernagis              | 13. Pašilaičių                                   | Tėvynės sąjunga – Lietuvos krikščionys demokratai           |                                                 |
| Gintautas Kindurys             | 53. Nalšios pietinė                              | Lietuvos valstiečių ir žaliųjų sąjunga                      |                                                 |
| Dainius Kreivys                | 12. Verkių                                       | Tėvynės sąjunga – Lietuvos krikščionys demokratai           |                                                 |
| Asta Kubilienė                 | Liste                                            | Lietuvos valstiečių ir žaliųjų sąjunga                      | ab 25.11.2020 (statt Ramūnas Karbauskis)        |
| Linas Kukuraitis               | Liste                                            | Lietuvos valstiečių ir žaliųjų sąjunga                      |                                                 |
| Andrius Kupčinskas             | Liste                                            | Tėvynės sąjunga – Lietuvos krikščionys demokratai           |                                                 |
| Paulė Kuzmickienė              | 4. Žirmūnų                                       | Tėvynės sąjunga – Lietuvos krikščionys demokratai           |                                                 |
| Deividas Labanavičius          | 27. Panevėžio vakarinė                           | Lietuvos valstiečių ir žaliųjų sąjunga                      |                                                 |
| Gabrielius Landsbergis         | 20. Centro–Žaliakalnio                           | Tėvynės sąjunga – Lietuvos krikščionys demokratai           |                                                 |
| Orinta Leiputė                 | Liste                                            | Lietuvos socialdemokratų partija                            |                                                 |
| Silva Lengvinienė              | 59. Kaišiadorių–Elektrėnų                        | Laisvės partija                                             |                                                 |
| Arminas Lydeka                 | Liste                                            | Lietuvos Respublikos liberalų sąjūdis                       |                                                 |
| Mindaugas Lingė                | 6. Šeškinės–Šnipiškių                            | Tėvynės sąjunga – Lietuvos krikščionys demokratai           |                                                 |
| Raimundas Lopata               | Liste                                            | Lietuvos Respublikos liberalų sąjūdis                       |                                                 |
| Mykolas Majauskas              | Liste                                            | Tėvynės sąjunga – Lietuvos krikščionys demokratai (TS-LKD)  | bis April 2023; zurückgetreten                  |
| Matas Maldeikis                | Liste                                            | TS-LKD                                                      |                                                 |
| Kęstutis Masiulis              | Liste                                            | TS-LKD                                                      |                                                 |
| Bronislovas Matelis            | 28. Nevėžio                                      | TS-LKD                                                      |                                                 |
| Marius Matijošaitis            | 16. Savanorių                                    | Laisvės partija                                             |                                                 |
| Antanas Matulas                | 47. Žiemgalos rytinė                             | Tėvynės sąjunga – Lietuvos krikščionys demokratai           |                                                 |
| Andrius Mazuronis              | Liste                                            | Darbo partija                                               |                                                 |
| Kęstutis Mažeika               | 63. Sūduvos pietinė                              | Lietuvos valstiečių ir žaliųjų sąjunga                      |                                                 |
| Rūta Miliūtė                   | Liste                                            | Lietuvos valstiečių ir žaliųjų sąjunga                      |                                                 |
| Vytautas Mitalas               | Liste                                            | Laisvės partija                                             |                                                 |
| Laima Mogenienė                | Liste                                            | Lietuvos valstiečių ir žaliųjų sąjunga                      |                                                 |
| Radvilė Morkūnaitė-Mikulėnienė | 8. Pilaitės–Karoliniškių                         | Tėvynės sąjunga – Lietuvos krikščionys demokratai           |                                                 |
| Laima Nagienė                  | 38. Mažeikių                                     | Lietuvos valstiečių ir žaliųjų sąjunga                      |                                                 |
| Andrius Navickas               | Liste                                            | Tėvynės sąjunga – Lietuvos krikščionys demokratai           |                                                 |
| Kęstutis Navickas              | Liste                                            | Tėvynės sąjunga – Lietuvos krikščionys demokratai           | seit April 2023 statt Mykolas Majauskas         |
| Monika Navickienė              | 10. Naujosios Vilnios                            | Tėvynės sąjunga – Lietuvos krikščionys demokratai           |                                                 |
| Arvydas Nekrošius              | 42. Raseinių–Kėdainių                            | Lietuvos valstiečių ir žaliųjų sąjunga                      | bis 20.04.2023; zum Bürgermeister ausgewählt    |
| Aušrinė Norkienė               | Liste                                            | Lietuvos valstiečių ir žaliųjų sąjunga                      |                                                 |
| Česlav Olševski                | 57. Medininkų                                    | Lietuvos lenkų rinkimų akcija - Krikščioniškų šeimų sąjunga |                                                 |
| Monika Ošmianskienė            | Liste                                            | Laisvės partija                                             |                                                 |
| Ieva Pakarklytė                | Liste                                            | Laisvės partija                                             |                                                 |
| Andrius Palionis               | 67. Dainavos                                     | Lietuvos socialdemokratų darbo partija                      |                                                 |
| Gintautas Paluckas             |                                                  | Lietuvos socialdemokratų partija                            | Liste                                           |
| Žygimantas Pavilionis          | 2. Naujamiesčio–Naujininkų                       | Tėvynės sąjunga – Lietuvos krikščionys demokratai           |                                                 |
| Beata Petkevič                 | 56. Šalčininkų–Vilniaus                          | Lietuvos lenkų rinkimų akcija - Krikščioniškų šeimų sąjunga |                                                 |
| Rasa Petrauskienė              | Liste                                            | Tėvynės sąjunga – Lietuvos krikščionys demokratai           | seit 21.03.2023 statt Stasys Šedbaras           |
| Audrius Petrošius              | 24. Baltijos                                     | Tėvynės sąjunga – Lietuvos krikščionys demokratai           |                                                 |
| Jonas Pinskus                  | 54. Molėtų–Širvintų                              | Lietuvos socialdemokratų darbo partija                      |                                                 |
| Liuda Pociūnienė               | Liste                                            | Tėvynės sąjunga – Lietuvos krikščionys demokratai           |                                                 |
| Arvydas Pocius                 | 23. Danės                                        | Tėvynės sąjunga – Lietuvos krikščionys demokratai           |                                                 |
| Viktoras Pranckietis           | 65. Raudondvario                                 | Lietuvos Respublikos liberalų sąjūdis                       |                                                 |
| Mindaugas Puidokas             | Liste                                            | Darbo partija                                               |                                                 |
| Edmundas Pupinis               | 51. Utenos                                       | Tėvynės sąjunga – Lietuvos krikščionys demokratai           |                                                 |
| Valdas Rakutis                 | Liste                                            | Tėvynės sąjunga – Lietuvos krikščionys demokratai           |                                                 |
| Tomas Vytautas Raskevičius     | Liste                                            | Laisvės partija                                             |                                                 |
| Jurgis Razma                   | Liste                                            | Tėvynės sąjunga – Lietuvos krikščionys demokratai           |                                                 |
| Edita Rudelienė                | Liste (statt des gestorbenen Kęstutis Glaveckas) | LRLS                                                        |                                                 |
| Julius Sabatauskas             | Liste                                            | Lietuvos socialdemokratų partija                            |                                                 |
| Eugenijus Sabutis              | 60. Jonavos                                      | Lietuvos socialdemokratų partija                            |                                                 |
| Paulius Saudargas              | 7. Justiniškių–Viršuliškių                       | Tėvynės sąjunga – Lietuvos krikščionys demokratai           |                                                 |
| Lukas Savickas                 | Liste                                            | Lietuvos valstiečių ir žaliųjų sąjunga                      |                                                 |
| Jurgita Sejonienė              | Liste                                            | Tėvynės sąjunga – Lietuvos krikščionys demokratai           |                                                 |
| Vilius Semeška                 | Liste                                            | Tėvynės sąjunga – Lietuvos krikščionys demokratai           | seit 10.03.2023 statt Kristijonas Bartoševičius |
| Algirdas Sysas                 | Liste                                            | Lietuvos socialdemokratų partija                            |                                                 |
| Gintarė Skaistė                | 18. Panemunės                                    | Tėvynės sąjunga – Lietuvos krikščionys demokratai           |                                                 |
| Artūras Skardžius              | Liste                                            | LRLS                                                        | seit 10.03.2021 statt Antanas Guoga             |
| Mindaugas Skritulskas          | 36. Mėguvos                                      | Tėvynės sąjunga – Lietuvos krikščionys demokratai           |                                                 |
| Saulius Skvernelis             | Liste                                            | Lietuvos valstiečių ir žaliųjų sąjunga                      |                                                 |
| Linas Slušnys                  | Liste                                            | Tėvynės sąjunga – Lietuvos krikščionys demokratai           |                                                 |
| Kazys Starkevičius             | 17. Petrašiūnų–Gričiupio                         | Tėvynės sąjunga – Lietuvos krikščionys demokratai           |                                                 |
| Algirdas Stončaitis            | Liste                                            | Lietuvos valstiečių ir žaliųjų sąjunga                      |                                                 |
| Zenonas Streikus               | 70. Jotvingių                                    | Lietuvos valstiečių ir žaliųjų sąjunga                      |                                                 |
| Algis Strelčiūnas              | 9. Lazdynų                                       | Tėvynės sąjunga – Lietuvos krikščionys demokratai           |                                                 |
| Giedrius Surplys               | 64. Sūduvos šiaurinė                             | Lietuvos valstiečių ir žaliųjų sąjunga                      |                                                 |
| Dovilė Šakalienė               | Liste                                            | Lietuvos socialdemokratų partija                            |                                                 |
| Rimantė Šalaševičiūtė          | Liste                                            | Lietuvos valstiečių ir žaliųjų sąjunga                      |                                                 |
| Robertas Šarknickas            | Liste                                            | Lietuvos valstiečių ir žaliųjų sąjunga                      |                                                 |
| Stasys Šedbaras                | Liste                                            | Tėvynės sąjunga – Lietuvos krikščionys demokratai           | bis 03.2023; danach Verfassungsrichter          |
| Ingrida Šimonytė               | 3. Antakalnio                                    | Tėvynės sąjunga – Lietuvos krikščionys demokratai           |                                                 |
| Agnė Širinskienė               | Liste                                            | Lietuvos valstiečių ir žaliųjų sąjunga                      |                                                 |
| Jurgita Šiugždinienė           | 14. Šilainių                                     | Tėvynės sąjunga – Lietuvos krikščionys demokratai           |                                                 |
| Rita Tamašunienė               | 55. Nemenčinės                                   | Lietuvos lenkų rinkimų akcija - Krikščioniškų šeimų sąjunga |                                                 |
| Vilija Targamadzė              | Liste                                            | Lietuvos socialdemokratų partija                            |                                                 |
| Tomas Tomilinas                | 49. Deltuvos šiaurinė                            | Lietuvos valstiečių ir žaliųjų sąjunga                      |                                                 |
| Stasys Tumėnas                 | 25. Aušros                                       | Lietuvos valstiečių ir žaliųjų sąjunga                      |                                                 |
| Justinas Urbanavičius          | 66. Garliavos                                    | Tėvynės sąjunga – Lietuvos krikščionys demokratai           |                                                 |
| Romualdas Vaitkus              | 34. Tauragės                                     | Lietuvos Respublikos liberalų sąjūdis                       |                                                 |
| Arūnas Valinskas               | Liste                                            | Tėvynės sąjunga – Lietuvos krikščionys demokratai           |                                                 |
| Valdemaras Valkiūnas           | 48. Sėlos vakarinė                               | unabh.                                                      |                                                 |
| Jonas Varkalys                 | 35. Plungės–Rietavo                              | Lietuvos Respublikos liberalų sąjūdis                       |                                                 |
| Juozas Varžgalys               | 61. Deltuvos pietinė                             | Lietuvos valstiečių ir žaliųjų sąjunga                      |                                                 |
| Aurelijus Veryga               | Liste                                            | Lietuvos valstiečių ir žaliųjų sąjunga                      |                                                 |
| Kęstutis Vilkauskas            | 58. Trakų–Vievio                                 | Lietuvos socialdemokratų partija                            |                                                 |
| Antanas Vinkus                 | 37. Kuršo                                        | Lietuvos valstiečių ir žaliųjų sąjunga                      |                                                 |
| Andrius Vyšniauskas            | 29. Marijampolės                                 | Tėvynės sąjunga – Lietuvos krikščionys demokratai           |                                                 |
| Emanuelis Zingeris             | Liste                                            | Tėvynės sąjunga – Lietuvos krikščionys demokratai           |                                                 |
| Remigijus Žemaitaitis          | 41. Kelmės–Šilalės                               | Partija „Laisvė ir teisingumas“                             |                                                 |
| Artūras Žukauskas              | Liste                                            | Laisvės partija                                             |                                                 |